# Eleição municipal de Canoas em 2000
A eleição municipal de Canoas em 2000 ocorreu entre os dias 1 e 29 de outubro do mesmo ano, para a eleição de um prefeito, um vice-prefeito e mais 21 vereadores. O prefeito à época era Hugo Simões Lagranha (PMDB) que tentou a reeleição. Foi eleito em segundo turno o novo prefeito Marcos Ronchetti (PSDB), derrotando Marco Maia (PT), para o período de 1º de janeiro de 2001 a 31 de dezembro de 2004.

## Candidatos a prefeito
|  | Nº | Candidato(a) a prefeito | Candidato(a) a prefeito                             | Candidato(a) a vice-prefeito | Candidato(a) a vice-prefeito                        | Coligação |
|  | -- | ----------------------- | --------------------------------------------------- | ---------------------------- | --------------------------------------------------- | --- |
|  | 13 |                         | Marco Maia (PT) Marco Aurélio Spall Maia            |                              | Vitor Labes (PT) Vitor Hedlund Labes                | Sem coligação - Partido dos Trabalhadores (PT) |
|  | 15 |                         | Hugo Lagranha (PMDB) Hugo Simões Lagranha           |                              | Beth Colombo (PPB) Lúcia Elisabeth Colombo Silveira | "Canoas Solidária" - Partido do Movimento Democrático Brasileiro (PMDB) - Partido Progressista Brasileiro (PPB) - Partido Social Liberal (PSL) - Partido da Mobilização Nacional (PMN) |
|  | 22 |                         | Jorge Uequed (PL) Feres Jorge Rocha e Silva Uequed  |                              | Farinha Vargas (PL) Hermínio Farinha Vargas         | "Mudar para Progredir" - Partido Liberal (PL) - Partido Trabalhista do Brasil (PTdoB) - Partido da Reedificação da Ordem Nacional (PRONA)                                              |
|  | 40 |                         | Moacir Ávila (PSB) João Moacir Bittencourt de Ávila |                              | Miguel Jefinny (PPS) Miguel Jefinny                 | "Renova Canoas" - Partido Socialista Brasileiro (PSB) - Partido Popular Socialista (PPS) - Partido Verde (PV)                                                                          |
|  | 45 |                         | Marcos Ronchetti (PSDB) Marcos Antônio Ronchetti    |                              | Márcio Kauer (PTB) Márcio Edmundo Kauer             | "Nova Canoas" - Partido Trabalhista Brasileiro (PTB) - Partido da Frente Liberal (PFL) - Partido da Social Democracia Brasileira (PSDB) - Partido Humanista da Solidariedade (PHS)     |

## Resultado da eleição para prefeito
| 1º Turno 1 de outubro de 2000 | 1º Turno 1 de outubro de 2000 | 1º Turno 1 de outubro de 2000 | 1º Turno 1 de outubro de 2000 |
| Candidato(a)                  | Vice                          | Votação                       | Votação                       |
| Candidato(a)                  | Vice                          | Total                         | Porcentagem                   |
| ----------------------------- | ----------------------------- | ----------------------------- | ----------------------------- |
| Marcos Ronchetti (PSDB)       | Márcio Kauer (PTB)            | 64.615                        | 39,33%                        |
| Marco Maia (PT)               | Vitor Labes (PT)              | 48.574                        | 29,57%                        |
| Hugo Lagranha (PMDB)          | Beth Colombo (PPB)            | 44.633                        | 27,17%                        |
| Jorge Uequed (PL)             | Farinha Vargas (PL)           | 3.460                         | 2,11%                         |
| Moacir Ávila (PSB)            | Miguel Jefinny (PPS)          | 2.991                         | 1,82%                         |
| Total de votos válidos        | Total de votos válidos        | 164.273                       | 100,00%                       |
| Votos apurados                |                               |                               |                               |
| Votos válidos                 | Votos válidos                 | 164.273                       | 91,37%                        |
| Votos em branco               | Votos em branco               | 8.312                         | 4,62%                         |
| Votos nulos                   | Votos nulos                   | 7.201                         | 4,01%                         |
| Total de votos apurados       | Total de votos apurados       | 179.786                       | 100,00%                       |
| Eleitores                     |                               |                               |                               |
| Comparecimento                | Comparecimento                | 179.786                       | 89,80%                        |
| Abstenções                    | Abstenções                    | 20.417                        | 10,20%                        |
| Total de eleitores            | Total de eleitores            | 200.203                       | 100,00%                       |

| 2º Turno 29 de outubro de 2000 | 2º Turno 29 de outubro de 2000 | 2º Turno 29 de outubro de 2000 | 2º Turno 29 de outubro de 2000 |
| Candidato(a)                   | Vice                           | Votação                        | Votação                        |
| Candidato(a)                   | Vice                           | Total                          | Porcentagem                    |
| ------------------------------ | ------------------------------ | ------------------------------ | ------------------------------ |
| Marcos Ronchetti (PSDB)        | Márcio Kauer (PTB)             | 86.223                         | 50,58%                         |
| Marco Maia (PT)                | Vitor Labes (PT)               | 84.241                         | 49,42%                         |
| Total de votos válidos         | Total de votos válidos         | 170.464                        | 100,00%                        |
| Votos apurados                 |                                |                                |                                |
| Votos válidos                  | Votos válidos                  | 170.464                        | 95,84%                         |
| Votos em branco                | Votos em branco                | 4.449                          | 2,50%                          |
| Votos nulos                    | Votos nulos                    | 2.953                          | 1,66%                          |
| Total de votos apurados        | Total de votos apurados        | 177.866                        | 100,00%                        |
| Eleitores                      |                                |                                |                                |
| Comparecimento                 | Comparecimento                 | 177.866                        | 88,84%                         |
| Abstenções                     | Abstenções                     | 22.337                         | 11,16%                         |
| Total de eleitores             | Total de eleitores             | 200.203                        | 100,00%                        |